# Международный стадион имени Короля Фахда
Междунаро́дный стадио́н и́мени Короля́ Фа́хда (араб. أستاد الملك فهد الدولي‎; неофиц. название Стадион Жемчу́жина, араб. درة الملاعب‎) — многофункциональный стадион в столице Саудовской Аравии Эр-Рияде. Вмещает в себя 70000 зрителей. Является домашней ареной национальной сборной Саудовской Аравии по футболу, а также футбольных клубов «Аль-Хиляль», «Аль-Шабаб» и «Аль-Наср».
Стадион назван в честь пятого короля Саудовской Аравии Фахда ибн Абдул-Азиза ибн Абдуррахмана Аль Сауда. В основном используется для проведения футбольных матчей и различных соревнований по лёгкой атлетике. 
Был построен и открыт в 1987 году. Стоимость строительства составила 650 миллионов саудовских риялов (510 миллионов долларов США). Первый гол на стадионе был забит известным саудовским футболистом Маджидом Абдуллой. 
В 1989 году на стадионе проходили матчи (в том числе финальный матч) Чемпионата мира по футболу среди молодёжных команд до 20 лет. В 1992 и 1995 годах на этом стадионе проходили розыгрыши Кубка короля Фахда 1992 и 1995 соответственно, которые являются предшественниками Кубка конфедераций. В 1997 году на стадионе проходили все матчи Кубка конфедераций 1997.
Вместимость стадиона рассчитана на 67 000 человек. Тень от крыши покрывает площадь в 47 000 квадратных метров. Вокруг стадиона по кругу диаметром в 247 метров расположены 24 колонны, которые поддерживают большую крышу-навес для обеспечения спортсменам и зрителям тени и комфорта в условиях жаркого пустынного климата. У стадиона имеется специально построенный балкон, откуда может смотреть матч сам король Саудовской Аравии и другие высокопоставленные лица страны, почётные гости.
Международный стадион имени Короля Фахда включен как лицензированный стадион в футбольных играх FIFA 13, FIFA 14, FIFA 15, FIFA 16 , FIFA 17 и FIFA 23.